# Pauma Valley
Pauma Valley es un área no incorporada ubicada en el condado de San Diego en el estado estadounidense de California. La localidad se encuentra entre Valley Center y la Montaña Palomar. La zona es conocida por tener varios casinos y country clubs.

## Geografía
Pauma Valley se encuentra ubicada en las coordenadas 33°18′N 116°58′O / 33.300, -116.967.